# Elektrische veldsterkte
Elektrische veldsterkte is een natuurkundige grootheid waarmee de sterkte van een elektrisch veld in een punt wordt aangeduid. Elektrische veldsterkte is een vectorgrootheid, met andere woorden het heeft behalve een grootte ook een richting. 
Elektrische veldsterkte wordt in het SI-stelsel uitgedrukt in volt per meter (V/m), in newton per coulomb (N/C), of in SI-basiseenheden m⋅kg⋅s−3⋅A−1.

## Definitie
De elektrische veldsterkte {\displaystyle {\vec {E}}} in een punt van een elektrisch veld is gedefinieerd als de kracht die een eenheidslading in dat punt ondervindt. Er geldt dus;
{\displaystyle {\vec {E}}={\frac {{\vec {F}}_{e}}{q}}}.
Daarin is:
- {\displaystyle {\vec {E}}} de elektrische veldsterkte in volt/meter;
- {\displaystyle {\vec {F}}_{e}} de elektrische kracht in newton;
- {\displaystyle q} de lading van het deeltje in coulomb.

## Homogene elektrische velden
Homogene elektrische velden zijn velden waarin de veldsterkte overal even groot is en dezelfde richting heeft. 
In een homogeen elektrisch veld tussen twee evenwijdige platen is de elektrische veldsterkte {\displaystyle {\vec {E}}} overal hetzelfde en staat loodrecht op de platen in de richting van afname van de elektrische potentiaal. De grootte kan als volgt berekend worden:
{\displaystyle \|{\vec {E}}\|={\frac {\Delta U}{\Delta x}}}
Daarin is:
- {\displaystyle {\vec {E}}} de elektrische veldsterkte in V/m
- {\displaystyle \Delta U} de absolute waarde van het potentiaalverschil of de spanning tussen de platen, in V
- {\displaystyle \Delta x} de afstand  tussen de platen, in m

## Wisselende velden
Wanneer de spanningsbron een wisselende spanning genereert, ontstaat een dynamisch veld. De veldsterkte kan nu worden uitgedrukt als:
- maximale waarde (piekwaarde)
- gemiddelde waarde - bij pure wisselspanning bedraagt deze 0 (nul) V/m
- effectieve (rms) waarde (de wortel uit de gemiddelde waarde van het kwadraat)

Voorbeelden: veldsterkte van zenders bij storing (grens: 1 V/m of 10 V/m), bij ontvangstcontrole (µVm−1).